# 喜望峰
座標: 南緯34度21分29秒 東経18度28分19秒 / 南緯34.35806度 東経18.47194度

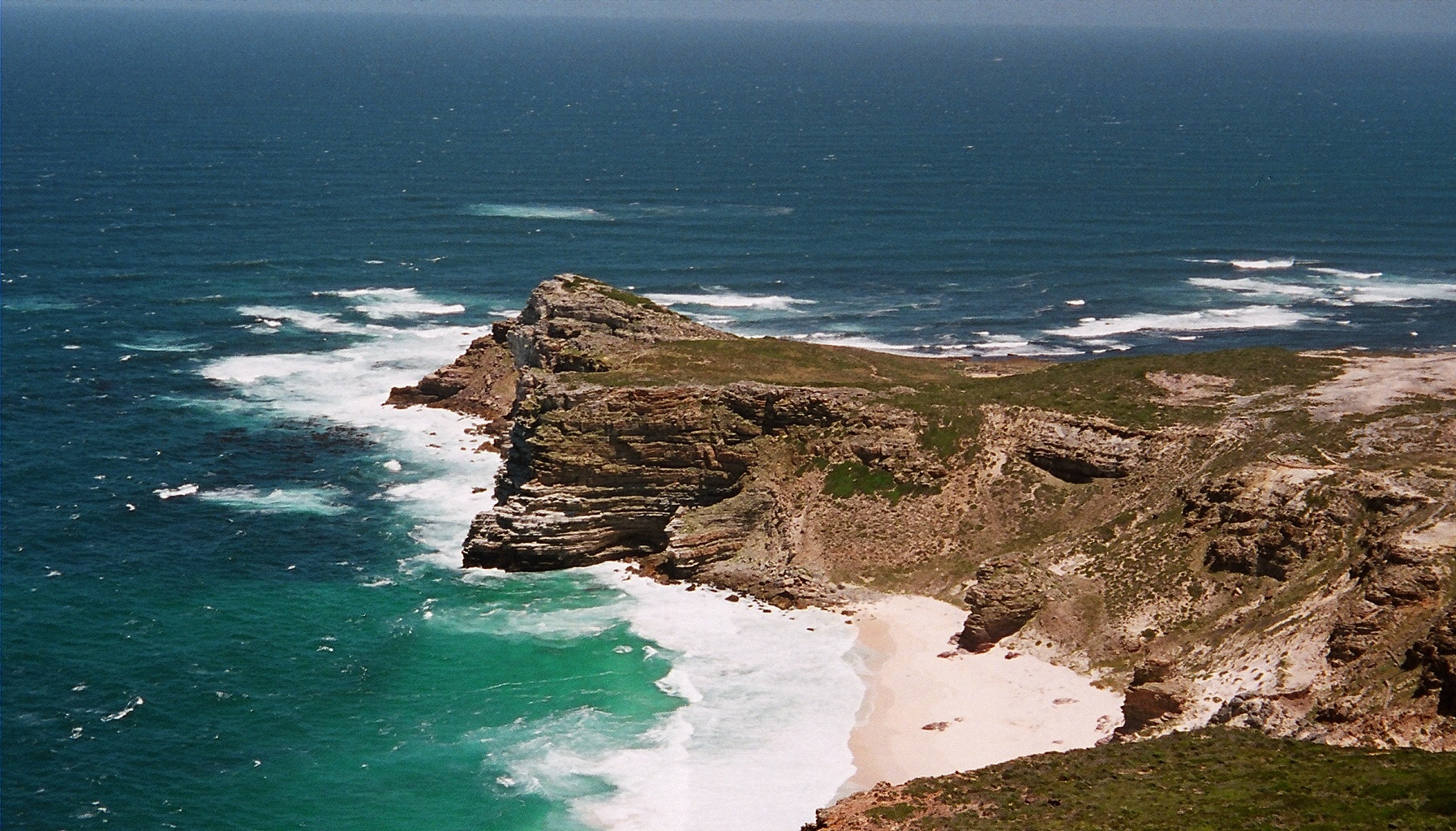
喜望峰

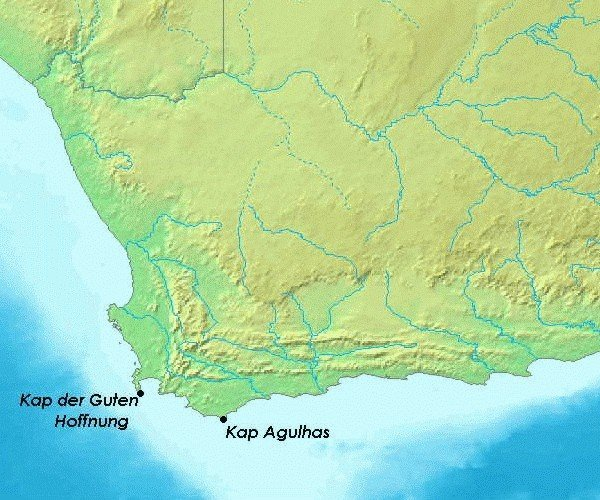
喜望峰とアガラス岬の位置

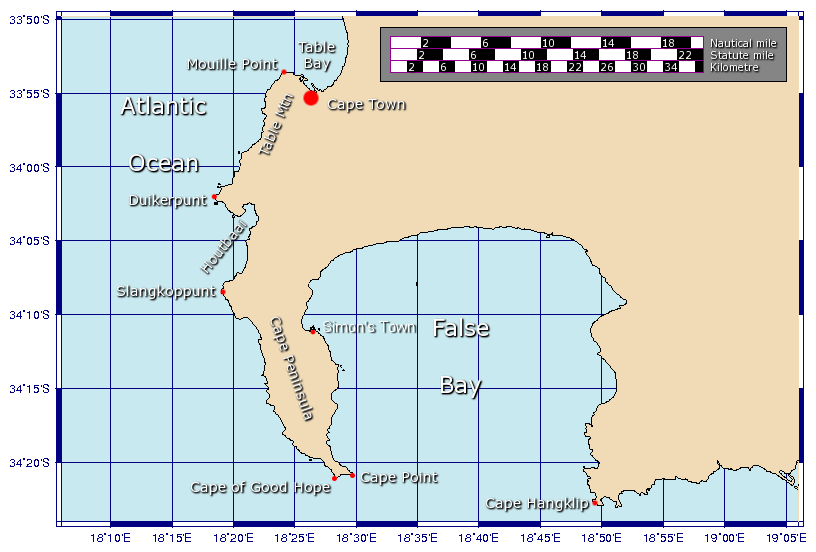
地図

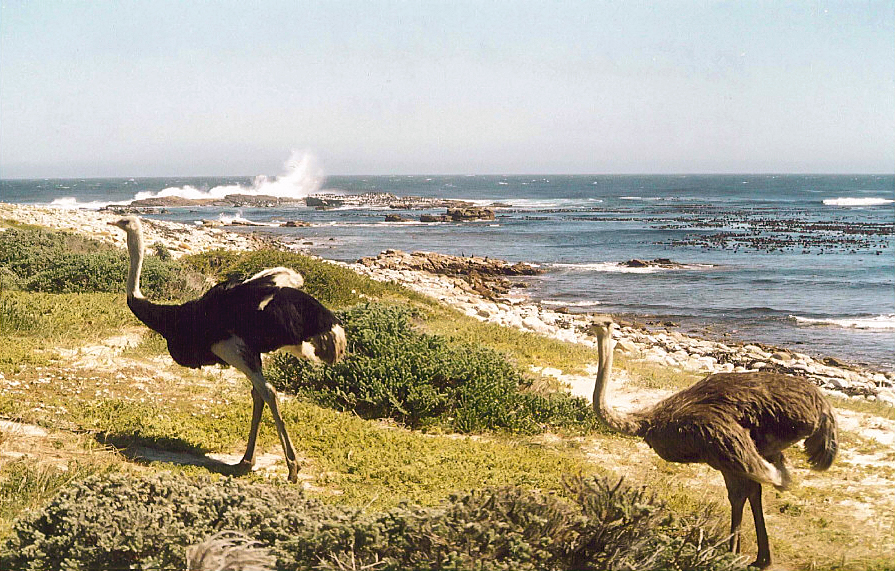
喜望峰に生息するダチョウ

喜望峰（きぼうほう、アフリカーンス語: Kaap die Goeie Hoop、英語: Cape of Good Hope、ポルトガル語: Cabo da Boa Esperança、オランダ語: Kaap de Goede Hoop、ドイツ語: Kap der Guten Hoffnung、
フランス語: Cap de Bonne-Espérance) は、南アフリカ共和国西ケープ州ケープタウンにある岬。

## 名称
英語名は「Cape of Good Hope」で日本語に直訳すると「希望岬」となる。諸説あるが、Capeが「峰」と訳されたのは誤解によるものと考えられ、Good Hopeが「喜望」と訳された理由は不明である。

## 位置
喜望峰はケープタウンから50km南へ延びたケープ半島の突端にある。ケープタウンの南のテーブルマウンテンと同じ珪質砂岩でできている。半島の東はフォールス湾である。しばしばアフリカ大陸最南端と誤解されることがあるが、実際には東南東へ約150km離れているアガラス岬が最南端である。

## 歴史
- 紀元前600年頃 - ヘロドトスが『歴史』の中で伝える処に依ると、エジプト第26王朝のファラオ・ネコ2世の命でフェニキア人がアフリカ周航[注釈 1]を行なった。フェニキア人らは3年がかりでこれを成し遂げ、南アフリカで天頂の北側に真昼の太陽を見たと報告している。ヘロドトスの時代の（北半球の）世界観では、太陽がこのように運行することは考えられず、この話は信じられないと記している[2]。しかし、現在[いつ?]ではこの話が逆に海洋航路の探検に信憑性を持たせている(フェニキア人のアフリカ大陸周航)。
- 1488年 - ポルトガル人バルトロメウ・ディアスが到達したものの、周辺があまりにも荒れる海域であったため、Cabo destoso、「嵐の岬」）と命名[3]。しかし、この航路の発見は香辛料貿易のルート短縮につながったため、後にポルトガル王ジョアン2世が「希望の岬」（Cabo da Boa Esperança）と改めさせている[3]。
- 1652年 - オランダ東インド会社のヤン・ファン・リーベックが植民、後のケープタウンとなる。当時、周辺に居住していた先住民族は「ホッテントット」[注釈 2]とオランダ人から呼ばれたが、現在[いつ?]はコイコイ人と呼ぶ。
- 1806年 - ナポレオン戦争中にイギリスが接収し、1814年の英蘭協定でイギリス領となる。
- 1869年 - スエズ運河が開通したことにより、欧州とアジアを結ぶ船舶の通過量が減少する。なお、スエズ運河および周辺で戦争や事故等が発生した場合には、一時的に喜望峰を通過する船舶の量は増加する。一般に喜望峰沖を通るルートはスエズ運河経由より航海期間が1週間程度延びるとされている[4]。